# Honda Accord 5. Generation
Der Honda Accord ist ein Mittelklasse-Pkw des japanischen Automobilherstellers Honda. Die fünfte Generation erschien im Frühjahr 1993 auf dem deutschen Markt und wurde bis Herbst 1998 vertrieben.

## Limousine
In Japan erschien die neue, sportlicher als die Vorgängermodelle gezeichnete, Accord Limousine erst im Herbst 1993 – einige Monate später als die europäische Variante.
In dieser Form gelangte das Fahrzeug zunächst auch in Nordamerika und außerhalb von Europa auf den Markt. Sie unterschied sich von der japanischen Limousine nur hinsichtlich der Ausstattung. Das änderte sich jedoch 1994, als in Nordamerika auch ein V6-Motor angeboten wurde. Dieser Motor benötigte im Motorraum mehr Platz, so dass der Vorderwagen angehoben werden musste. Kotflügel, Motorhaube, Kühlergrill und der Stoßfänger wurden modifiziert, und die Karosserie wuchs in der Länge um einige Zentimeter. Ein Schwestermodell des in Japan und den USA verkauften Honda Accord war der optisch sehr ähnliche Rover 600. Außerdem gab es den nur in Japan angebotenen Isuzu Aska, der bis auf die Embleme mit dem Accord identisch war.

### Europa
Die in Europa gebaute neue Accord Limousine des Modelljahrgangs 1993 sah dagegen völlig anders aus. Sie basierte nicht auf der japanischen Accord Limousine, sondern auf dem Ascot Innova. Und zunächst wurden auch nur kräftige Motoren mit 2,0 und 2,3 Liter Hubraum eingebaut. Erst ab Herbst 1995 gab es einen 1,8-Liter-Motor für das Einsteiger-Modell. 
Mit der Überarbeitung Anfang 1996, die vor allem zu einer geänderten Frontpartie führte, verschwand der 2,3-Liter-DOHC-Motor aus dem Programm. Er wurde aber durch einen ähnlich starken 2,2-Liter großen VTEC-Motor ersetzt. Gleichzeitig bot Honda erstmals einen Dieselmotor an. Das Aggregat mit Turboaufladung kaufte Honda bei Rover ein. Ein Facelift aller Varianten der Limousine zu Jahresbeginn 1996 glich das Aussehen, zumindest im Hinblick auf den Kühlergrill, wieder an.

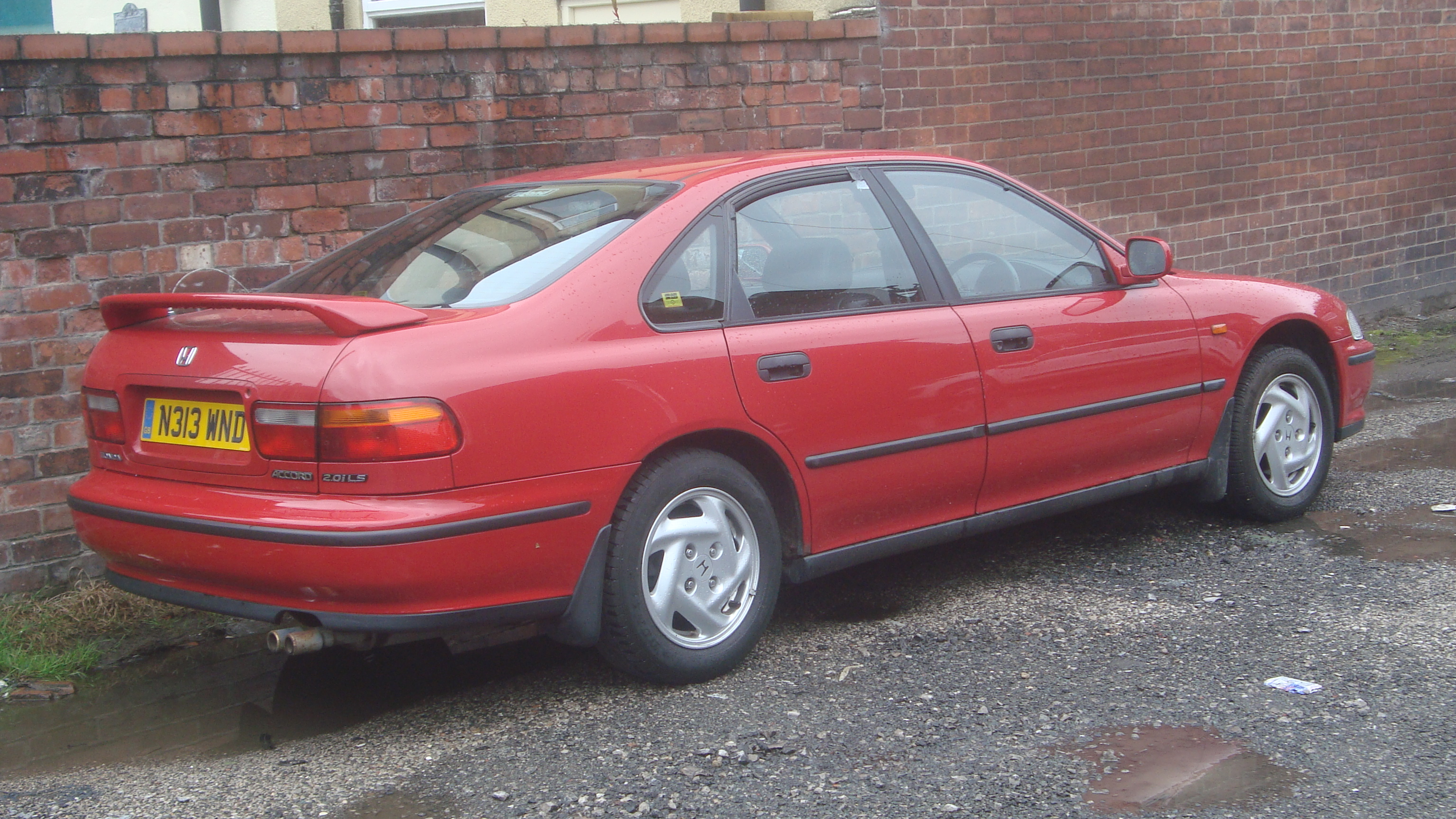
Heckansicht
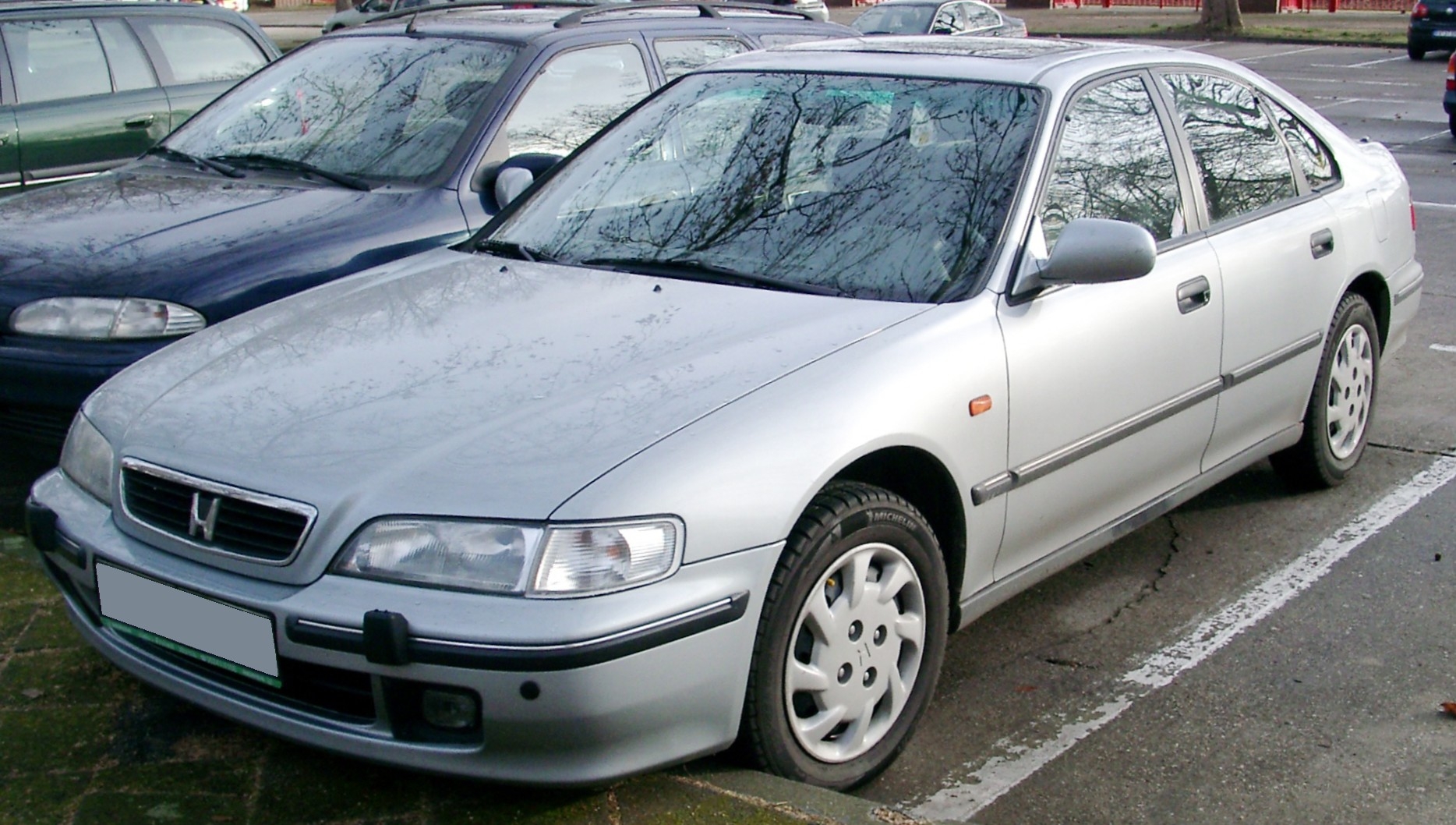
Honda Accord Limousine (Europa, 1996–1998)
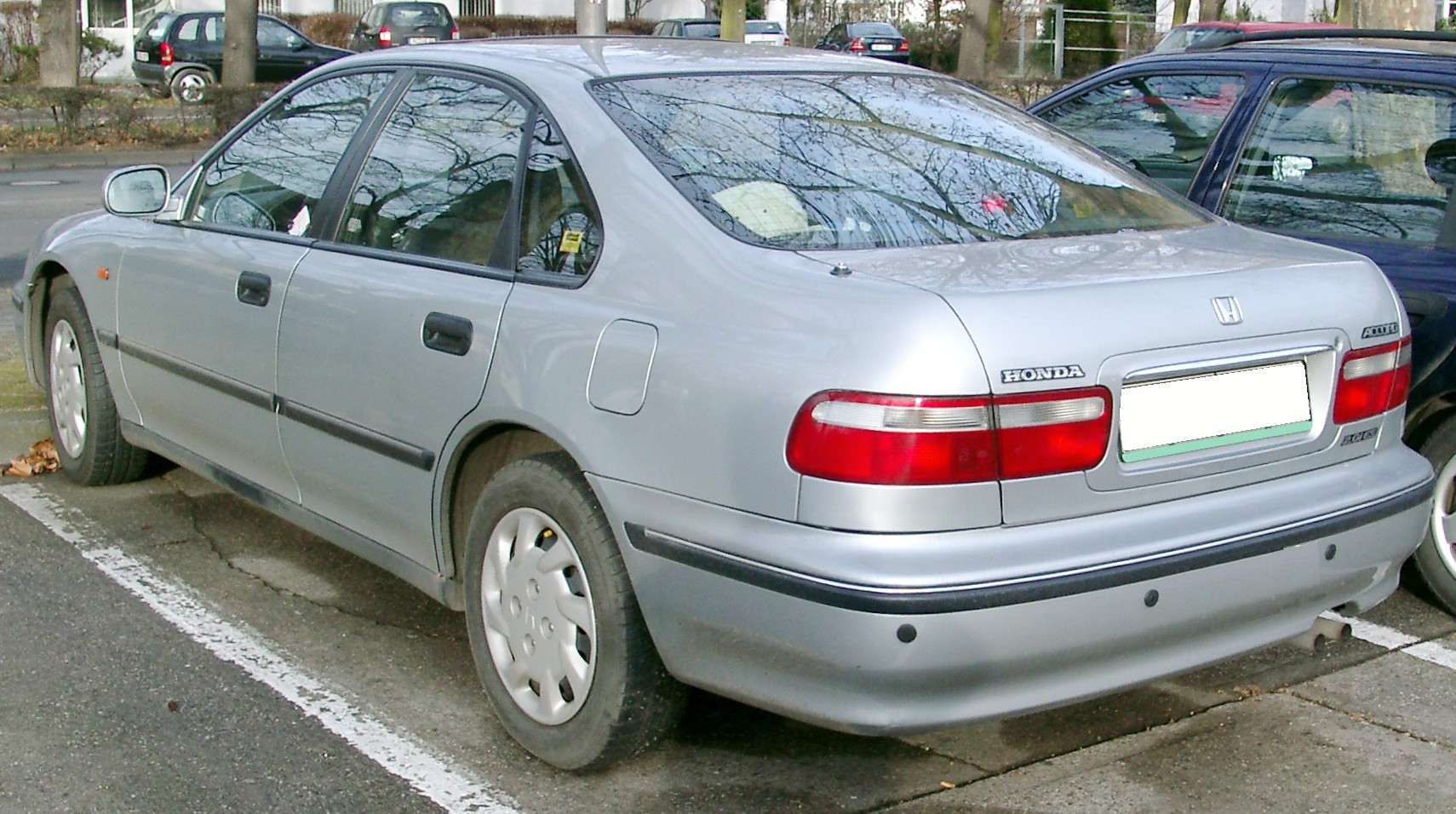
Heckansicht
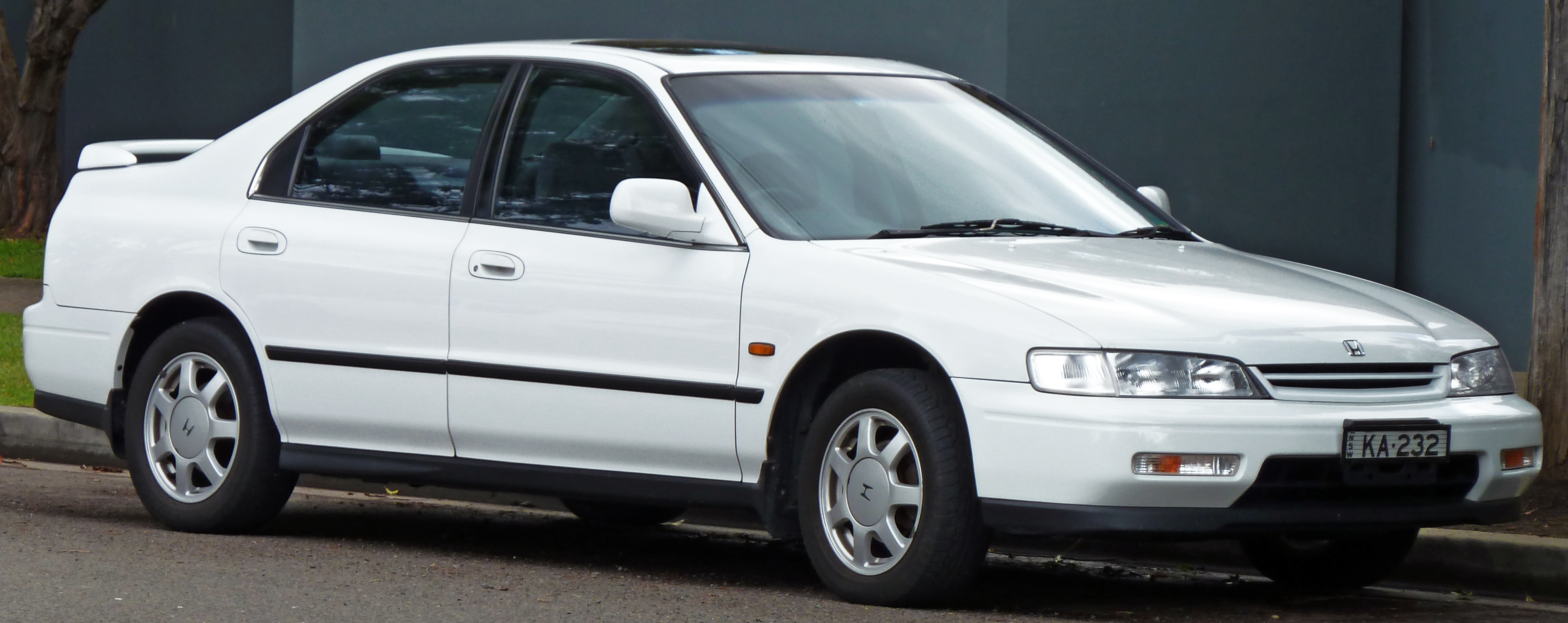
Honda Accord Limousine (weltweit, 1993–1995)
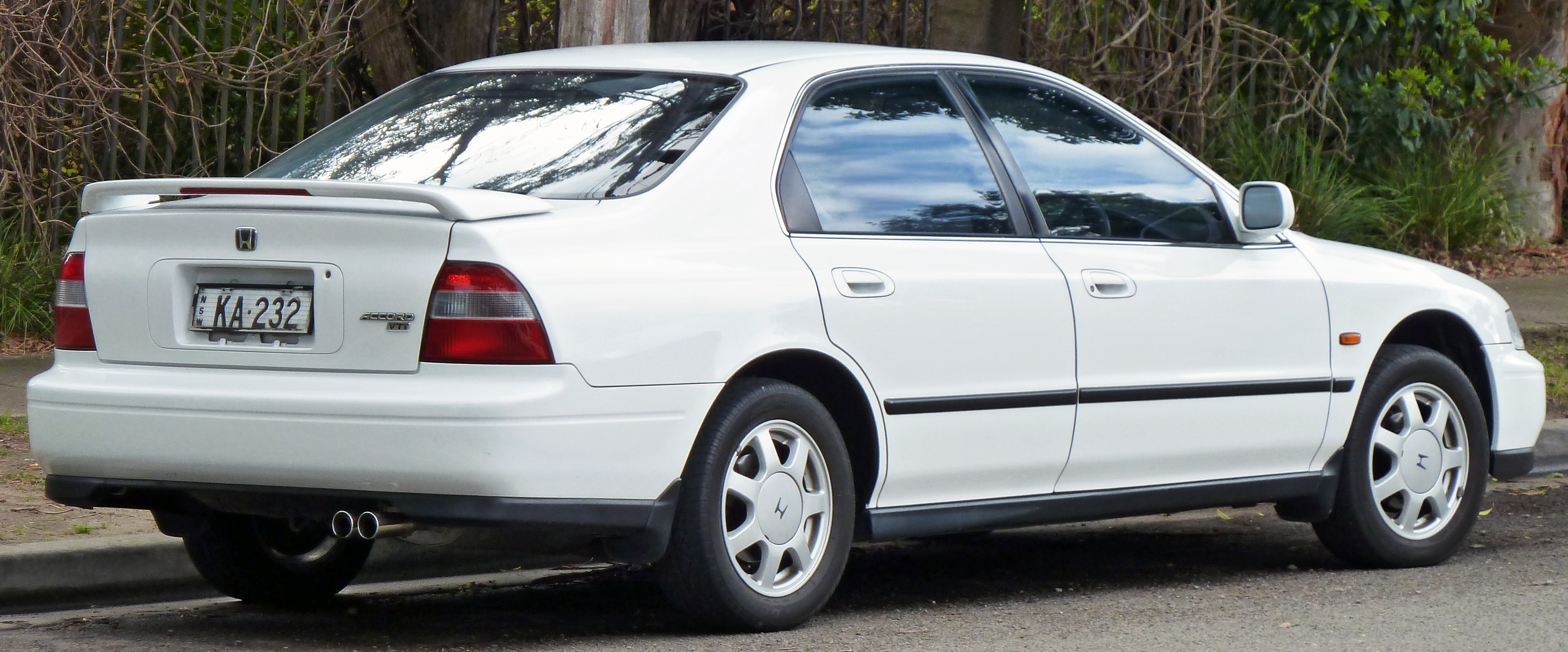
Heckansicht
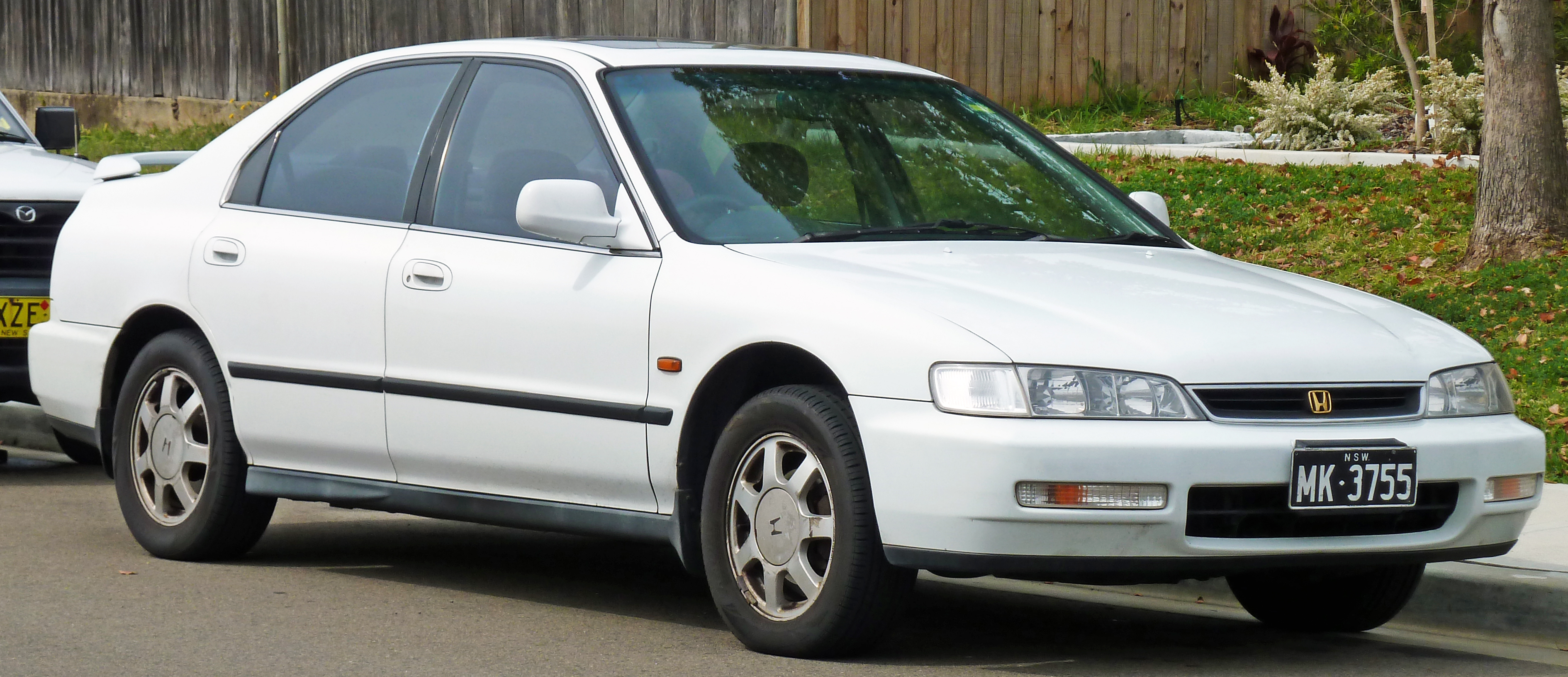
Honda Accord Limousine (weltweit, 1995–1997)
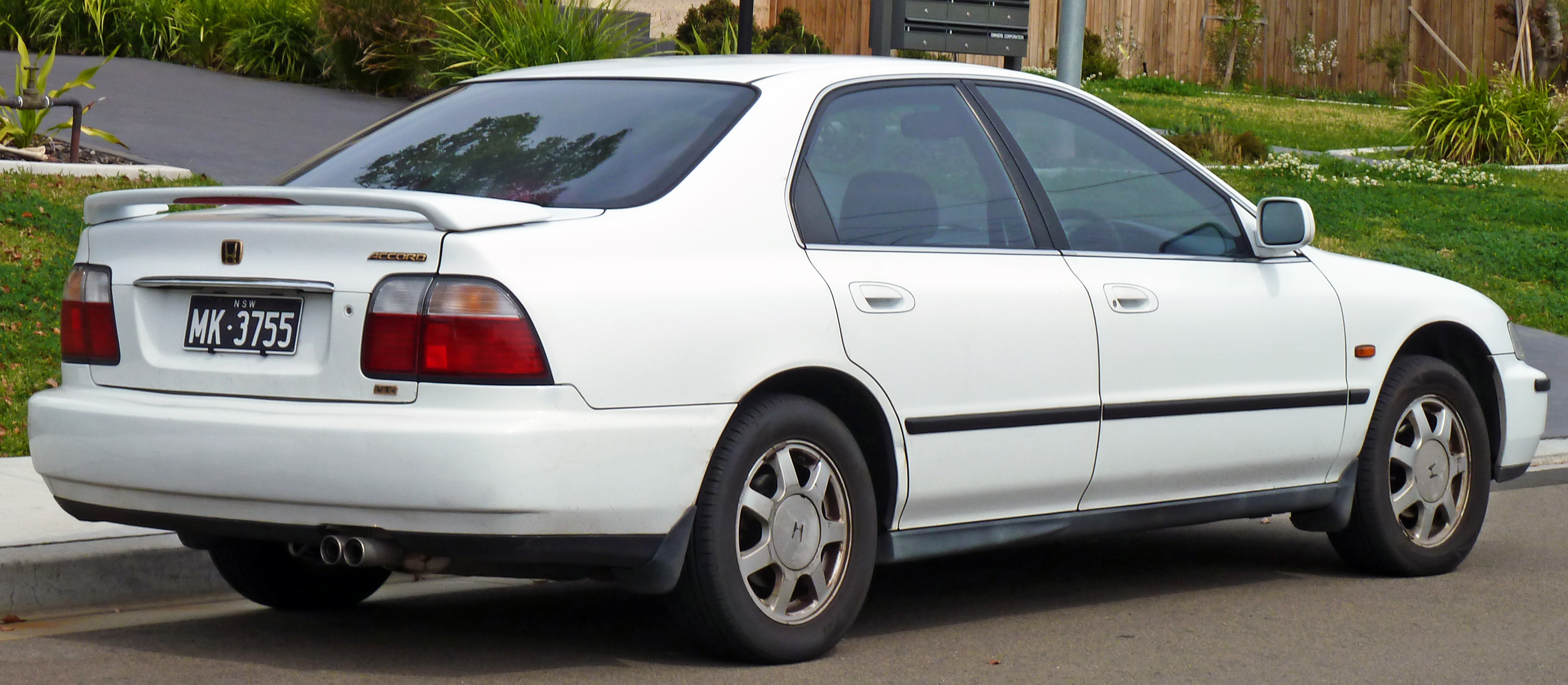
Heckansicht
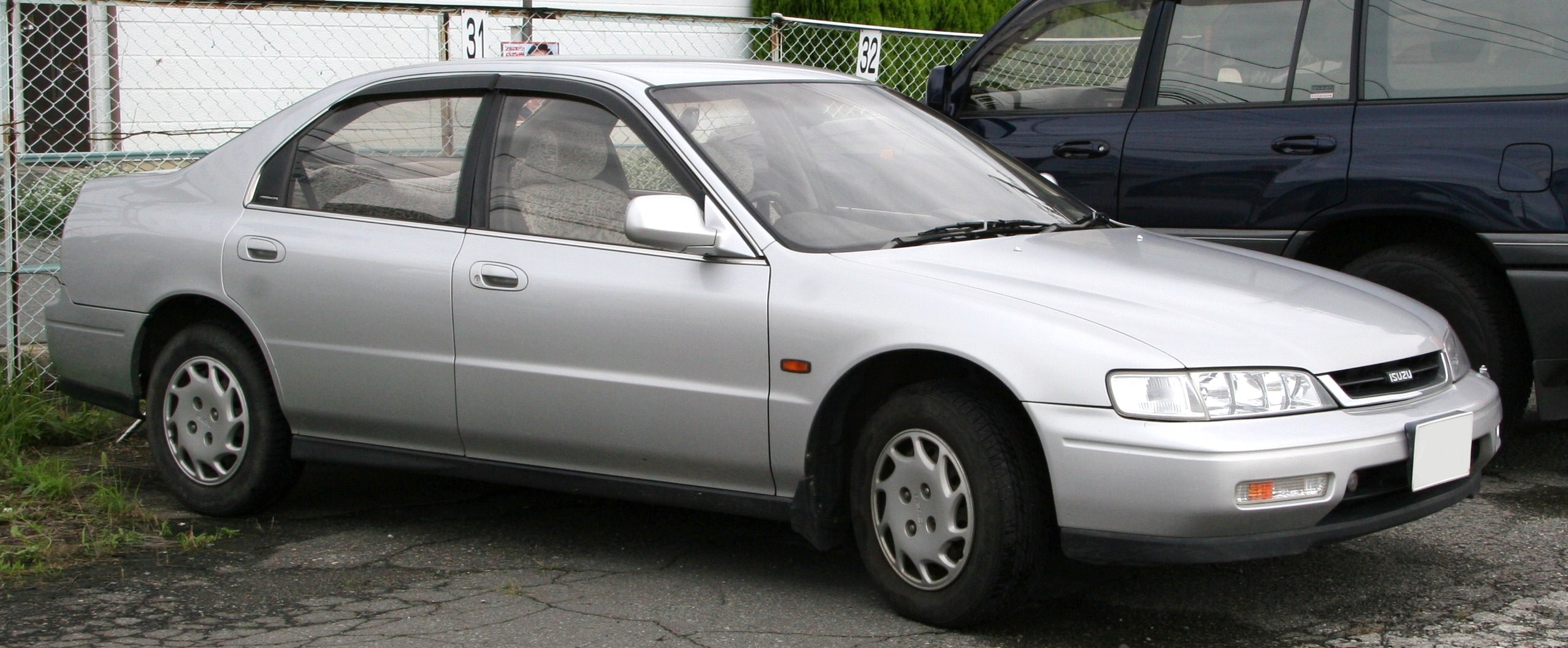
Isuzu Aska

## Coupé
Im Frühjahr 1994 ergänzte Honda die Accord-Modellpalette um ein zweitüriges Coupé. 

Das Fahrzeug wurde in den USA entwickelt und auch dort exklusiv gebaut. Basis des Coupés war die japanische Version der Accord Limousine. Vier verschiedene Motoren wurden je nach Verkaufsgebiet eingebaut. In Japan und Nordamerika hielt dabei die VTEC-Technologie Einzug.

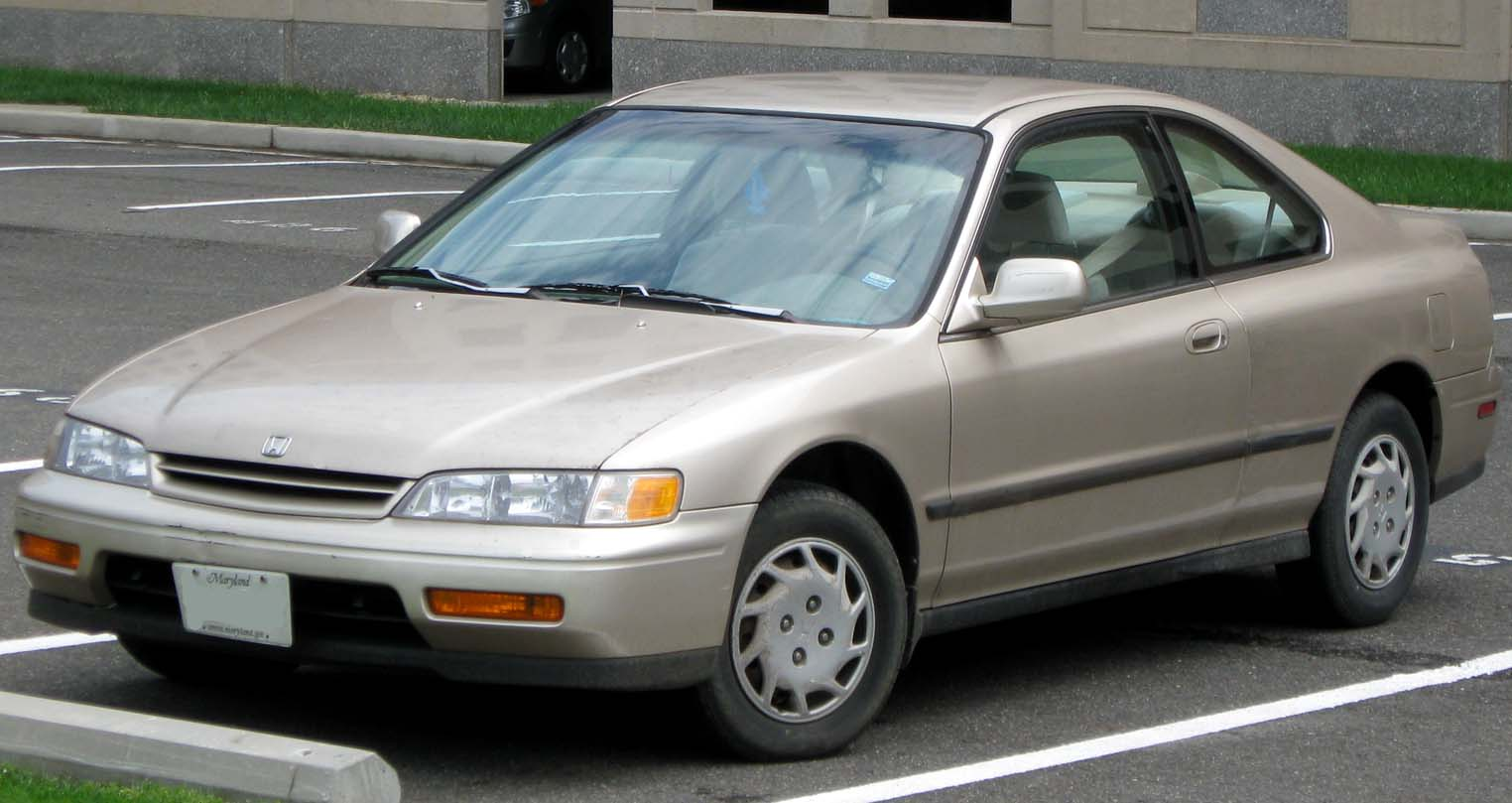
Honda Accord Coupé (1994–1995)
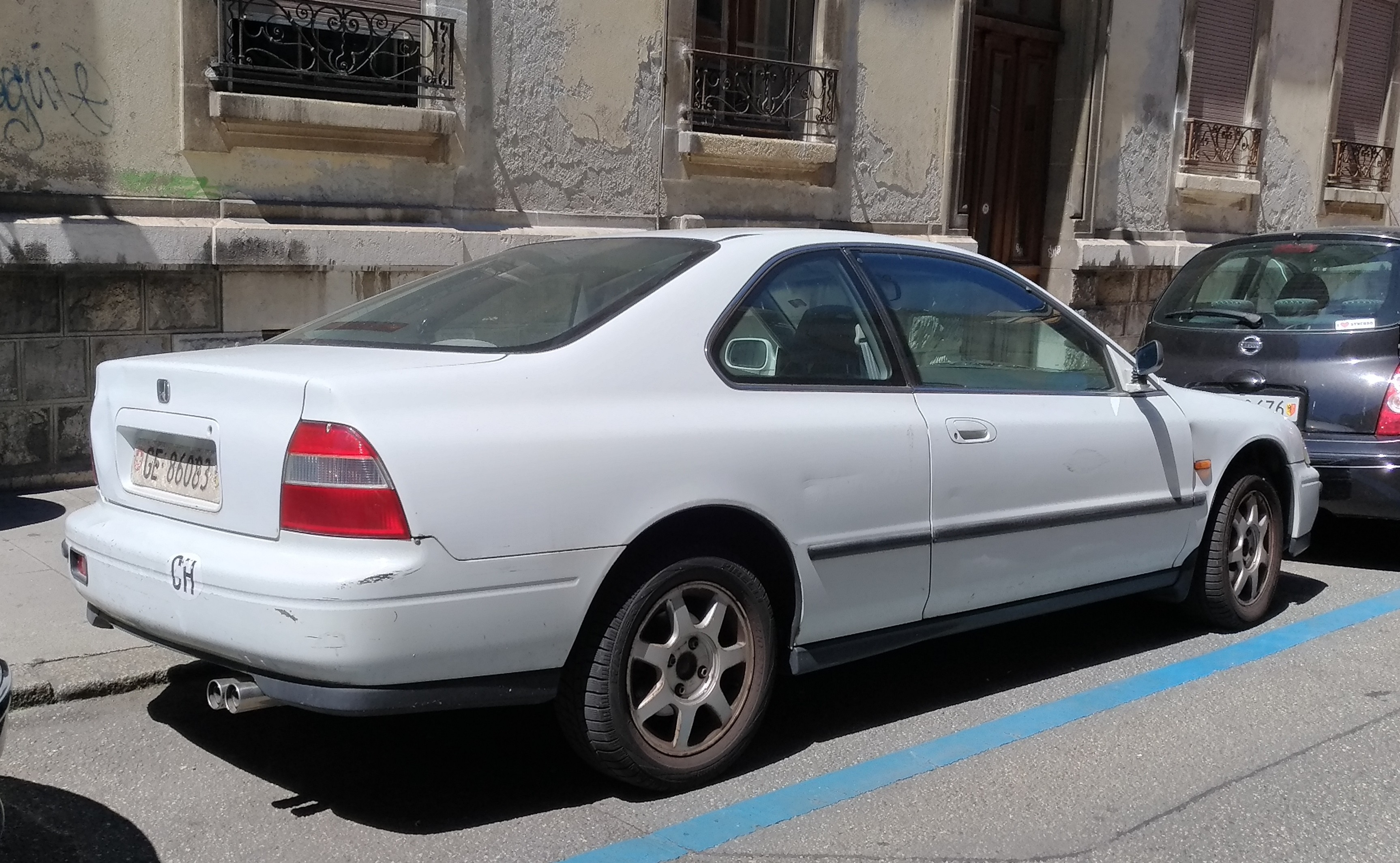
Heckansicht
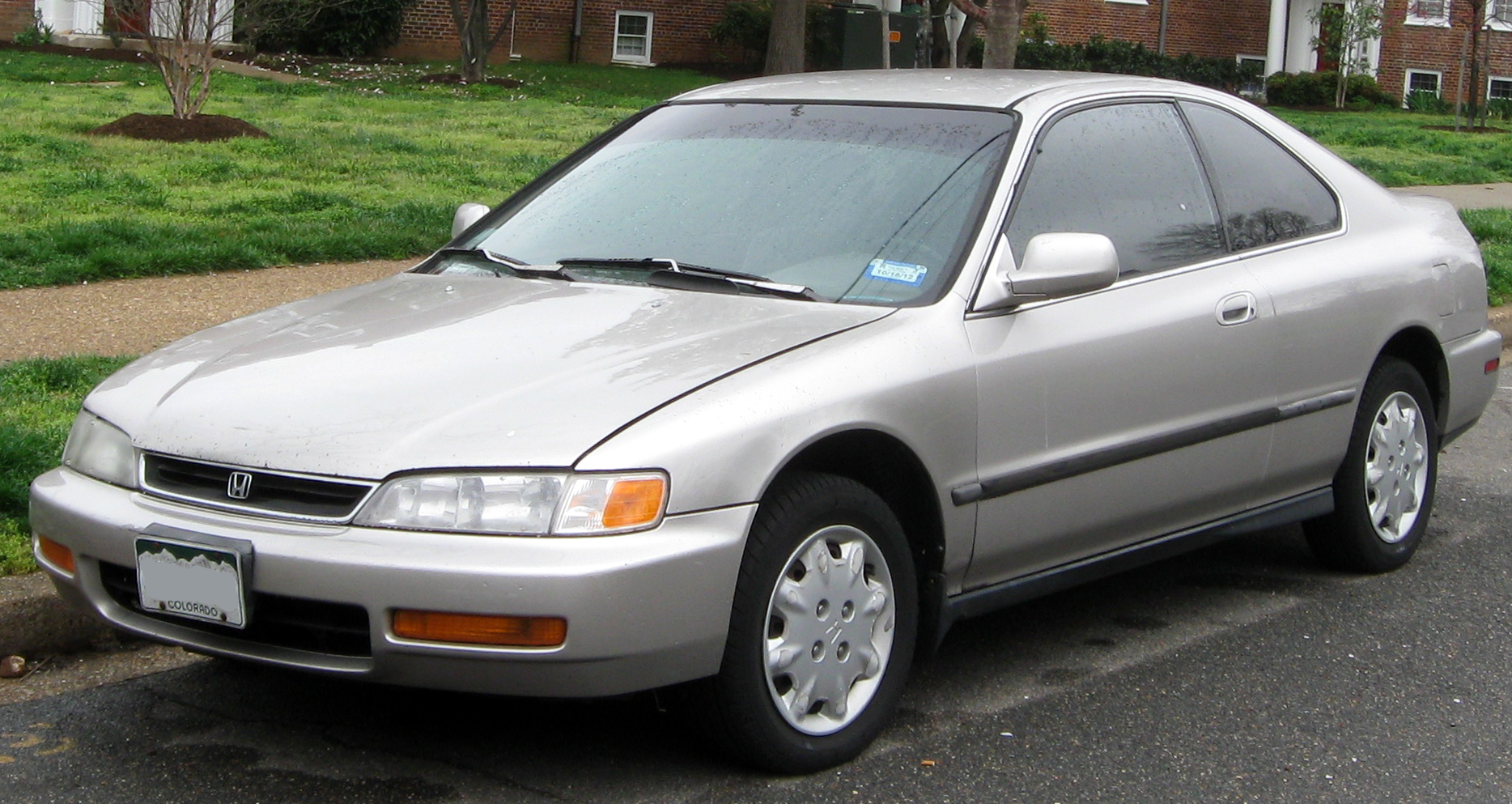
Facelift (1995–1998)
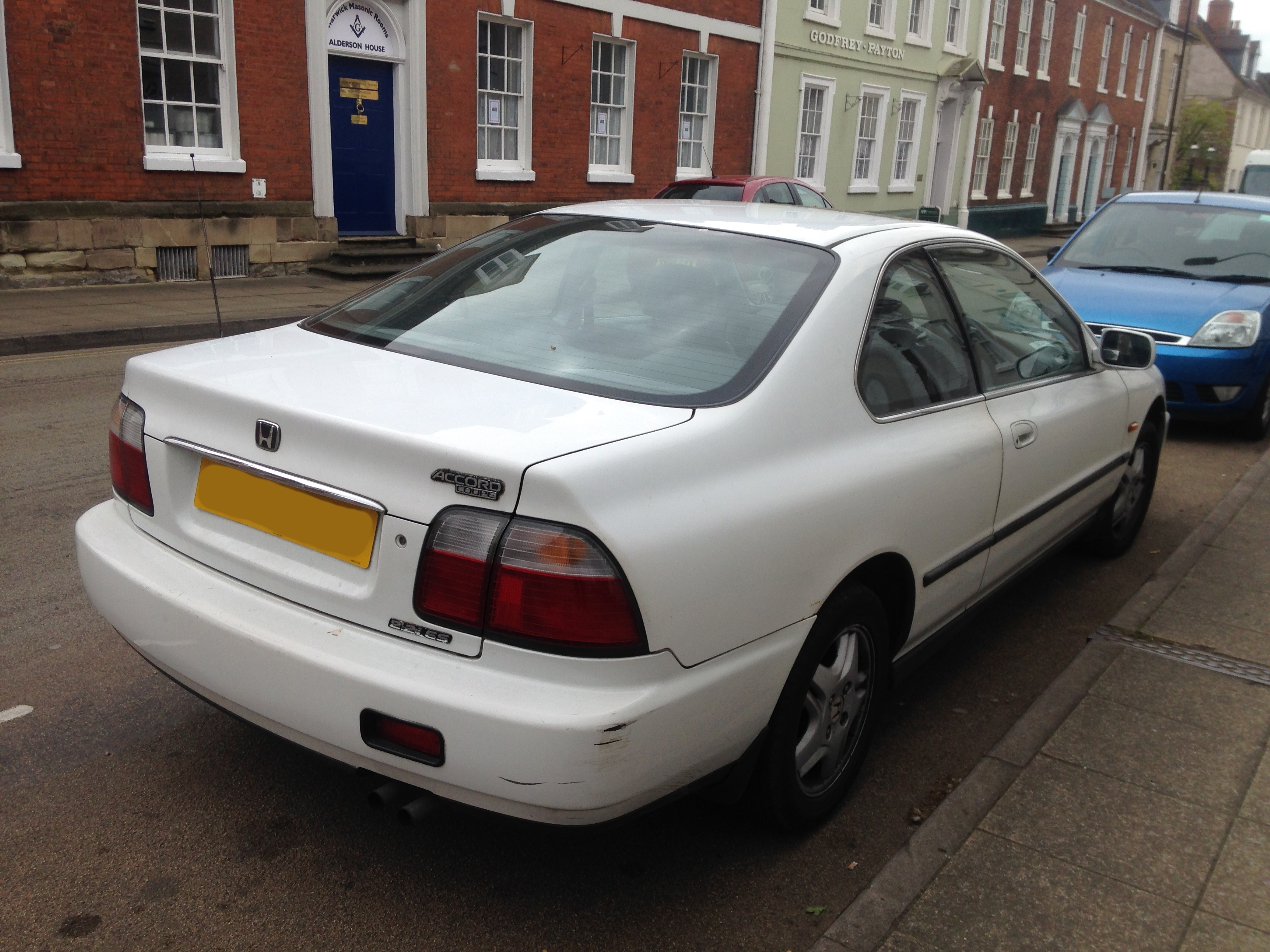
Heckansicht

## Aerodeck
Im Sommer 1994 ergänzte Honda die Accord-Modellpalette um einen geräumigen Kombi. Das Fahrzeug wurde in den USA entwickelt und auch dort exklusiv gebaut. Nach Europa gelangte das Modell unter dem Namen Accord Aerodeck, während es für den Rest der Welt Accord Wagon hieß. Basis des Kombis ist – wie beim Coupé – die japanische Limousine. Außerhalb Europas gab es den Wagon nur mit dem 2,2-Liter-Motor mit und ohne VTEC-Technologie. Nur in Europa wurde neben dem 2,2-Liter-Aggregat auch eine 2,0-Liter-Maschine angeboten, wobei ab Anfang 1996 der größere Motor wegfiel.

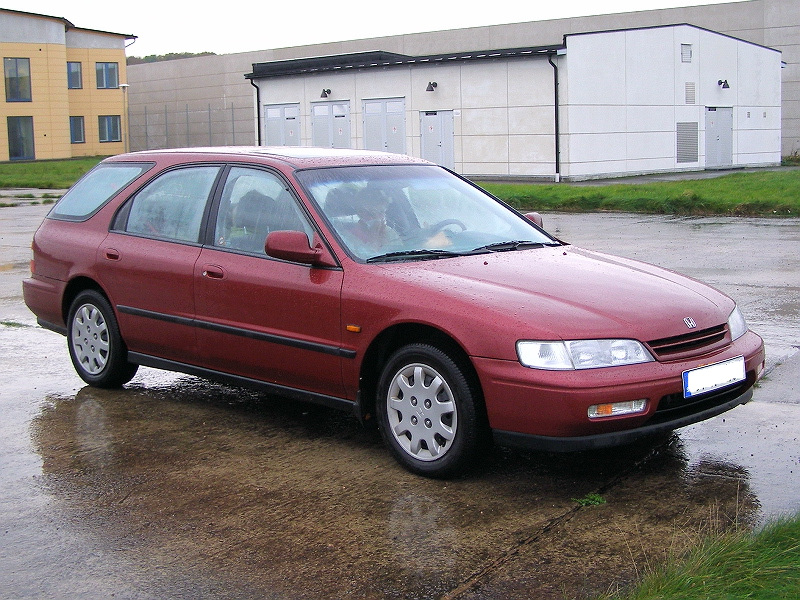
Honda Accord Aerodeck (1994–1996)
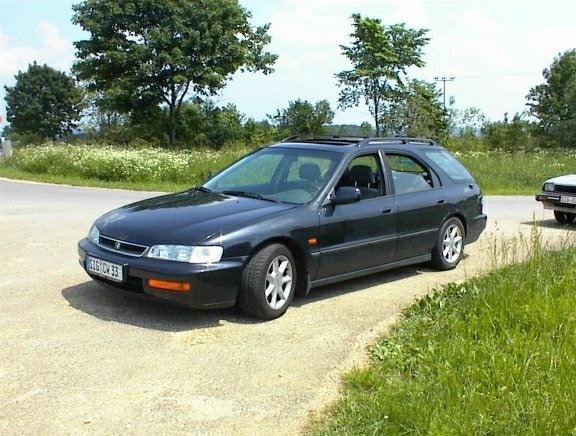
Honda Accord Aerodeck (1996–1998)
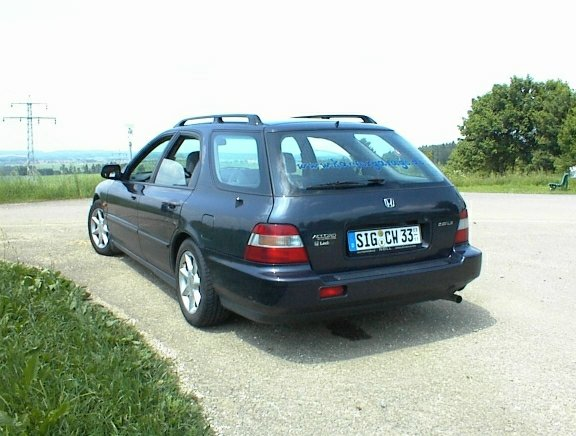
Heckansicht

## Modelle
| Modell     | Baujahr   | Modellcode | Variante            | Hubraum  | Leistung kW (PS) | Verkaufsland               | Motorcode    |
| Benziner   | Benziner  | Benziner   | Benziner            | Benziner | Benziner         | Benziner                   | Benziner     |
| ---------- | --------- | ---------- | ------------------- | -------- | ---------------- | -------------------------- | ------------ |
| 2.0 i      | 1993–1996 | CC7        | Stufenhecklimousine | 1997 cm³ | 85 (115)         | Europa                     | F20Z2        |
| 2.0 i S    | 1993–1996 | CC7        | Stufenhecklimousine | 1997 cm³ | 96 (130)         | Europa                     | F20Z1        |
| 2.3 i SR   | 1993–1996 | CC7        | Stufenhecklimousine | 2259 cm³ | 116 (158)        | Europa                     | H23A3 (DOHC) |
| 2.2 i VTEC | 1993–1998 | CD5        | Stufenhecklimousine | 2156 cm³ | 110 (150)        | USA                        | F22B1(VTEC)  |
| 2.2 i ES   | 1993–1998 | CD7        | Coupé               | 2156 cm³ | 110 (150)        | Europa, Kanada, Japan, USA | F22B5 (SOHC) |
| 2.2 i VTEC | 1993–1998 | CD8        | Coupé               | 2156 cm³ | 140 (190)        | Japan                      | H22A (VTEC)  |
| 2.2 i      | 1994–1996 | CE1        | Aerodeck            | 2156 cm³ | 110 (150)        | Europa, Japan, USA         | F22B5        |
| 2.0 i      | 1994–1997 | CE2        | Aerodeck            | 1997 cm³ | 100 (136)        | Europa                     | F20B3        |
| 2.0 i      | 1994–1998 | CD9        | Coupé               | 1997 cm³ | 100 (136)        | Europa                     | F20B (SOHC)  |
| 2.2 i VTEC | 1996–1997 | CF2        | Wagon               | 2156 cm³ | 140 (190)        | Japan                      | H22A (VTEC)  |
| 1.8 i      | 1996–1998 | CE7        | Stufenhecklimousine | 1850 cm3 | 84 (115)         | Europa                     | F18A3        |
| 2.0 i LS   | 1996–1998 | CE8        | Stufenhecklimousine | 1997 cm³ | 96 (131)         | Europa                     | F20Z1        |
| 2.2 i VTEC | 1996–1998 | CE9        | Stufenhecklimousine | 2156 cm³ | 110 (150)        | Europa                     | F22Z2        |
| Diesel     |           |            |                     |          |                  |                            |              |
| 2.0 TDI    | 1996–1998 | CF1        | Stufenhecklimousine | 1997 cm³ | 77 (105)         | Europa                     | Rover 20T2N  |